# Collegio di Poplar and Limehouse
Poplar and Limehouse è un collegio elettorale situato nella Grande Londra, e rappresentato alla Camera dei comuni del Parlamento del Regno Unito. Elegge un membro del parlamento con il sistema first-past-the-post, ossia maggioritario a turno unico; l'attuale parlamentare è Apsana Begum del Partito Laburista, che rappresenta il collegio dal 2019.

## Estensione
Il collegio è costituito dai seguenti ward elettorali: Blackwall and Cubitt Town, Bromley-by-Bow, East India and Lansbury, Limehouse, Mile End East, Millwall, St Katharine’s and Wapping e Shadwell, tutti contenuti nel borgo londinese di Tower Hamlets.

## Membri del parlamento
| Elezione | Elezione     | Deputato        | Partito   |
| -------- | ------------ | --------------- | --------- |
|          | 2010         | Jim Fitzpatrick | Laburista |
| 2019     | Apsana Begum |                 | Laburista |

## Elezioni

### Elezioni negli anni 2010
| Partito                    | Partito                                | Candidato                  | Risultati 12 dicembre 2019 | Risultati 12 dicembre 2019 |
| Partito                    | Partito                                | Candidato                  | Voti                       | %                          |
| -------------------------- | -------------------------------------- | -------------------------- | -------------------------- | -------------------------- |
|                            | Laburista                              | Apsana Begum               | 38 660                     | 63,09                      |
|                            | Conservatore                           | Sheun Oke                  | 9 756                      | 15,92                      |
|                            | Lib Dem                                | Andrew Cregan              | 8 832                      | 14,41                      |
|                            | Verdi                                  | Neil Jameson               | 2 159                      | 3,52                       |
|                            | Brexit                                 | Catherine Cui              | 1 493                      | 2,44                       |
|                            | Indipendente                           | Andy Erlam                 | 376                        | 0,61                       |
|                            |                                        |                            |                            |                            |
| Iscritti                   | Iscritti                               | Iscritti                   | 91 760                     | 100,00                     |
| ↳ Votanti (% su iscritti)  | ↳ Votanti (% su iscritti)              | ↳ Votanti (% su iscritti)  | 61 276                     | 66,78                      |
| ↳ Astenuti (% su iscritti) | ↳ Astenuti (% su iscritti)             | ↳ Astenuti (% su iscritti) | 30 484                     | 33,22                      |
|                            |                                        |                            |                            |                            |
|                            | Esito: collegio confermato a Laburista |                            |                            |                            |

| Partito                    | Partito                                | Candidato                  | Risultati 8 giugno 2017 | Risultati 8 giugno 2017 |
| Partito                    | Partito                                | Candidato                  | Voti                    | %                       |
| -------------------------- | -------------------------------------- | -------------------------- | ----------------------- | ----------------------- |
|                            | Laburista                              | Jim Fitzpatrick            | 39 558                  | 67,26                   |
|                            | Conservatore                           | Chris Wilford              | 11 846                  | 20,14                   |
|                            | Lib Dem                                | Elaine Bagshaw             | 3 959                   | 6,73                    |
|                            | Indipendente                           | Oliur Rahman               | 1 477                   | 2,51                    |
|                            | Verdi                                  | Bethan Lant                | 989                     | 1,68                    |
|                            | UKIP                                   | Nicholas McQueen           | 849                     | 1,44                    |
|                            | Indipendente                           | David Barker               | 136                     | 0,23                    |
|                            |                                        |                            |                         |                         |
| Iscritti                   | Iscritti                               | Iscritti                   | 87 331                  | 100,00                  |
| ↳ Votanti (% su iscritti)  | ↳ Votanti (% su iscritti)              | ↳ Votanti (% su iscritti)  | 58 814                  | 67,35                   |
| ↳ Astenuti (% su iscritti) | ↳ Astenuti (% su iscritti)             | ↳ Astenuti (% su iscritti) | 28 517                  | 32,65                   |
|                            |                                        |                            |                         |                         |
|                            | Esito: collegio confermato a Laburista |                            |                         |                         |

| Partito                    | Partito                                | Candidato                  | Risultati 7 maggio 2015 | Risultati 7 maggio 2015 |
| Partito                    | Partito                                | Candidato                  | Voti                    | %                       |
| -------------------------- | -------------------------------------- | -------------------------- | ----------------------- | ----------------------- |
|                            | Laburista                              | Jim Fitzpatrick            | 29 886                  | 58,55                   |
|                            | Conservatore                           | Chris Wilford              | 12 962                  | 25,39                   |
|                            | UKIP                                   | Nicholas McQueen           | 3 128                   | 6,13                    |
|                            | Verdi                                  | Maureen Childs             | 2 463                   | 4,83                    |
|                            | Lib Dem                                | Elaine Bagshaw             | 2 149                   | 4,21                    |
|                            | TUSC                                   | Hugo Pierre                | 367                     | 0,72                    |
|                            | Red Flag Anti Corruption               | Rene Claudel Mugenzi       | 89                      | 0,17                    |
|                            |                                        |                            |                         |                         |
| Iscritti                   | Iscritti                               | Iscritti                   | 82 081                  | 100,00                  |
| ↳ Votanti (% su iscritti)  | ↳ Votanti (% su iscritti)              | ↳ Votanti (% su iscritti)  | 51 044                  | 62,19                   |
| ↳ Astenuti (% su iscritti) | ↳ Astenuti (% su iscritti)             | ↳ Astenuti (% su iscritti) | 31 037                  | 37,81                   |
|                            |                                        |                            |                         |                         |
|                            | Esito: collegio confermato a Laburista |                            |                         |                         |

| Partito                    | Partito                                      | Candidato                  | Risultati 6 maggio 2010 | Risultati 6 maggio 2010 |
| Partito                    | Partito                                      | Candidato                  | Voti                    | %                       |
| -------------------------- | -------------------------------------------- | -------------------------- | ----------------------- | ----------------------- |
|                            | Laburista                                    | Jim Fitzpatrick            | 18 679                  | 39,74                   |
|                            | Conservatore                                 | Tim Archer                 | 12 649                  | 26,91                   |
|                            | Respect                                      | George Galloway            | 8 460                   | 18,00                   |
|                            | Lib Dem                                      | Jonathan Fryer             | 5 209                   | 11,08                   |
|                            | UKIP                                         | Wayne Lochner              | 565                     | 1,20                    |
|                            | Democratici                                  | Andrew Osborne             | 470                     | 1,00                    |
|                            | Verdi                                        | Chris Smith                | 449                     | 0,96                    |
|                            | Indipendente                                 | Kabir Mahmud               | 293                     | 0,62                    |
|                            | Indipendente                                 | Mohammed Hoque             | 167                     | 0,36                    |
|                            | Indipendente                                 | Jim Thornton               | 59                      | 0,13                    |
|                            |                                              |                            |                         |                         |
| Iscritti                   | Iscritti                                     | Iscritti                   | 74 955                  | 100,00                  |
| ↳ Votanti (% su iscritti)  | ↳ Votanti (% su iscritti)                    | ↳ Votanti (% su iscritti)  | 47 000                  | 62,70                   |
| ↳ Astenuti (% su iscritti) | ↳ Astenuti (% su iscritti)                   | ↳ Astenuti (% su iscritti) | 27 955                  | 37,30                   |
|                            |                                              |                            |                         |                         |
|                            | Esito: collegio a Laburista (nuovo collegio) |                            |                         |                         |

## Risultati dei referendum

### Referendum sulla permanenza del Regno Unito nell'Unione europea del 2016
|             | Collegio             | Lasciare UE % | Rimanere in UE % |
| ----------- | -------------------- | ------------- | ---------------- |
|             | Poplar and Limehouse | 34,1%         | 65,9%            |
|             | Inghilterra          | 53,3%         | 46,7%            |
| Regno Unito | 51,9%                | 48,1%         |                  |